# Кэтэрэу, Илие
Илие Кэтэрэу (рум. Ilie V. Cătărău, Cătărău-Orhei, фамилия при рождении Катаров; 1888, Орхей — 1952) — бессарабский военнослужащий и разведчик, политический авантюрист. Его считают основным виновником двух терактов, которые были направлены на усиление напряжённости в отношениях между Румынией и Австро-Венгрией. Кэтэрэу-Катаров был двойным агентом, работающим как на спецслужбы Российской империи, так и Румынии.

## Биография

### Ранние годы
Происхождение и ранняя жизнь Кэтэрэу-Катарова до сих пор доподлинно неизвестны. Он был родом из города Орхей (Оргеев) — или близлежащего села Маркауци — который находился в Бессарабской губернии Российской империи. Записи показывают, что его год рождения был 1888, а родителей звали Василий Константинович и Александра. Румынские источники традиционно утверждают, что Кэтэрэу не был членом румынской общины, а скорее — бессарабским болгарином.
Катаров и несколько его сестёр стали в раннем возрасте сиротами. Илие был отправлен в русские православные школы в Ананьеве и Одессе, а также некоторое время посещал Бессарабскую семинарию. В последней он не смог завершить образование и был зачислен в Русскую императорскую армию, в которой служил в гусарском полку в Варшаве. Позднее он представлялся как «русский офицер», оставивший службу «из-за преследований» — позднее выяснилось, что он был рядовым кавалеристом.
В какой-то момент своей юности Кэтэрэу пересёк границу Российской империи и Королевства Румыния, переплыв через реку Прут ночью. Его арестовали жандармы, но он нашёл покровительство у филантропа Георге Бургеле. Бургеле приютил его в своём доме, и дал ему первые уроки румынского языка. Затем Кэтэрэу поступил на философский факультет Бухарестского университета, заявив, что подвергся репрессиям со стороны российских властей и, таким образом, получил право на румынскую стипендию для беженцев. В его досье были поддельные документы, согласно которым он учился в Одесском университете. После получения визы Кэтэрэу оказался вовлечён в общество «бессарабских изгнанников».
Участие Кэтэрэу в этом обществе стало предметом для беспокойства местных властей и секретная полиция открыла на него специальное досье. Как позднее заметил Романюл в газете «Арад»: «Сначала [Катэрэу] выдал себя за бессарабского студента и начал вести в студенческих кругах оживлённую пропаганду на тему страданий бессарабских румын. Поэтому ему было легко привлечь всеобщее сочувствие, а сам он стал румынским националистом, всегда присутствуя на националистических митингах». Катэрэу вошёл в Демократическую Националистическую партию (PND) Николае Йорга и Александру Куза. Илие участвовал в конгрессе партии в округе Илфов, заявив, что «мы, басарабские румыны, можно доверять только национал-демократической партии».
Во время выборов 1911 года он проводил кампанию за Куза. Будучи человеком внушительной комплекции, он, по некоторым сведениям, запугивал потенциальных избирателей и провоцировал драки. Такими инцидентами он постепенно заработал доверие коллег по партии: через посредничество Йорга, Кэтэрэу даже получил доступ к наследному принцу страны и будущему монарху Каролю II. В то время он сделал себе имя, осуждая «российских шпионов» — в том числе Иона Костина. Существует предположение, что это была кампания по дезинформации, организованная российскими контактами Кэтэрэу.

### Трансильванские теракты
К тому времени Кэтэрэу зарабатывал себе на жизнь несколькими «нетрадиционными» способами: он был популярным борцом-любителем и тореадором в цирке Сидоли, а также работал переводчиком для российских торговых представительств. Используя тот факт, что румынские спецслужбы в те годы всё ещё находились в процессе организации, Кэтэрэу стал работать на спецслужбы Российской империи: в 1913 году он был даже зарегистрирован в качестве контрразведчика, работающего с Сухопутными войсками Румынии, и получал ежемесячные платежи за свои услуги. Он посетил Сербию во время Первой Балканской войны, официально действуя в качестве корреспондента.
В сентябре 1913 г. Кэтэрэу вместе с сообщником взорвал 20-метровый памятник Арпаду на горе Тымпа в Брашове, которая являлась символом венгерского господства над Трансильванией. В феврале 1914 г. он отправил из Черновцов в венгерский город Дебрецен посылку на имя местного епископа. В результате во дворце епископа прогремел мощный взрыв, от которого пострадали несколько человек и большая часть здания. Эти теракты затем расценили как попытку развязать конфликт между Румынией и Австро-Венгрией.
С этого момента Илие Кэтэрэу находился в международном розыске, его разыскивали одновременно австро-венгры, румыны и русские.

### Дальнейшая жизнь
К 1917 году Кэтэрэу официально стал приверженцем идей анархизма и коммунизма, присоединившись к большевистским повстанцам в Бессарабии. Используя сложившиеся обстоятельства, он номинально стал сторонником антибольшевистской Молдавской Демократической Республики, в которой был назначен командующим 1-м Молдавским полком (в конце 1917 года). Вскоре его политическая позиция привела к тому, что солдаты полка стали открыто угрожать бессарабскому правительству: Кэтэрэу был смещён с должности и арестован Германом Пынтя и подразделением амурских казаков, после чего — отправлен в ссылку.
После целого ряда дальнейших «приключений», которые унесли его далеко за пределы родины — в Японию и Полинезию — Кэтэрэу исчез из поля видимости. Он вернулся к политической жизни только в 1940-х годах, как потенциальный союзник Советского Союза и румынского коммунистического режима. В старости он отошёл от политических дел и принял постриг: стал румынским православным монахом.